# 아오오니
아오오니(Aooni, 일본어: 青鬼)는 '푸른 도깨비'라는 뜻으로 일본에서 RPG 만들기로 제작한 오픈소스 호러 게임이다. 동명의 영화와 동명의 애니메이션 영화로 제작된 전적이 있다.

## 책
- 『青鬼』 - 黒田研二著、PHP研究所出版2013年2月27日発売、ISBN 978-4569-81020-1
- 『青鬼 復讐編』 - 黒田研二著、PHP研究所出版2013年12月19日発売、ISBN 978-4569-81558-9

## 영화
- 아오 오니 (2017년 영화)
- 아오오니 (2014년 영화)
- 아오오니 ver.2.0